# SandForce
SandForce est une entreprise américaine spécialisée dans la conception et la production de contrôleurs informatiques, créée en décembre 2006, dont les produits équipent la majorité des SSD. Dans le domaine des contrôleurs, l'entreprise est en concurrence directe avec Indilinx racheté par OCZ Technology, avant que Sandforce lui-même ne le soit par LSI en janvier 2012, puis LAMD par Hynix en juin 2012.

## Historique
Fondée en décembre 2006, l'entreprise a conquis le marché des SSD, solution de stockage informatique très performante en y incorporant leur principal produit, leurs contrôleurs. SandForce affirme en avoir vendu plus de 200 000 en 2009. Aujourd'hui (2010), l'entreprise est dépositaire d'un vingtaine de brevets.
Début 2010, l'entreprise se distingue par la performance de son SF-1200, contrôleur le plus rapide du moment, mais se voit dépassé par un contrôleur Marvell, qui fait ses preuves sur le C300 de Crucial, reconnu comme le plus rapide SSD 2.5", jusqu'alors, mais ce dernier était relié toutefois en SATA III, alors que les SSD équipés de SF-1200 restaient à la connectique précédente. Lors du Computex s'étant tenu début juin, Indilinx distance plus fortement Sandforce, en équipant un Plextor (SATA III, 128mo de Buffer en DDR3) dont les débits en lecture atteignent 390 Mo/s.
En janvier 2012, LSI fait l'acquisition de l'entreprise Sandforce.